# Wolfgang Stark

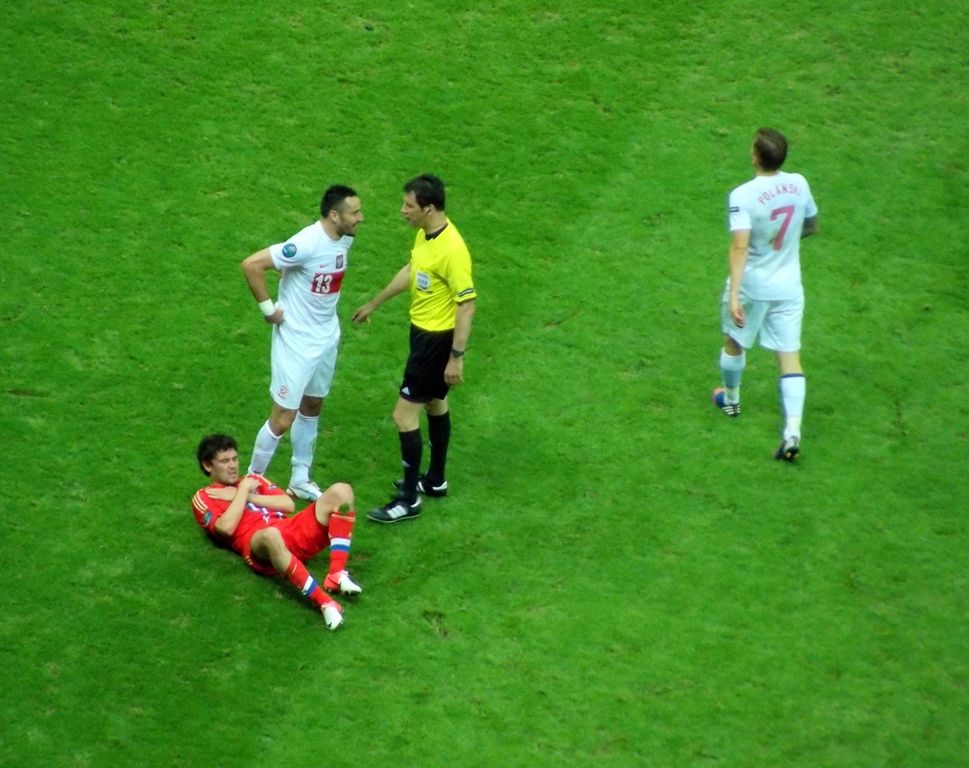
Stark dirigiendo un Polonia-Rusia de la Eurocopa 2012

Wolfgang Stark (Landshut, Baviera, 20 de noviembre de 1969) es un exárbitro de fútbol alemán, miembro de la Asociación de Árbitros de la FIFA. Ha arbitrado partidos de diversas competiciones alemanas, de la UEFA Champions League, clasificatorios, Juegos Olímpicos de 2008, Eurocopa y la Copa Mundial de Fútbol. En 2011 fue elegido por los futbolistas alemanes como el peor árbitro de la Bundesliga.En 2013 fue sancionado por el comité de árbitros de la UEFA a no dirigir en Champions debido a sus errores técnicos.

## Trayectoria
Comenzó a hacerse conocido en el mundo del fútbol en 2007, cuando arbitró cinco partidos del Mundial Canadá Sub-20 de ese año. Dos particularmente son recordados, estos fueron los que disputaron las selecciones de Portugal y Gambia, además de la polémica semifinal entre Argentina y Chile.
Stark fue muy cuestionado por la prensa chilena tras dirigir el encuentro entre Argentina y Chile. Medios internacionales le recriminaron que «perdió rápidamente el control del partido», además de haber mostrado siete tarjetas amarillas (de un total de nueve) y dos tarjetas rojas al equipo chileno. En total, cobró 53 faltas, de las cuales 30 fueron cobradas a Chile. Innovó en el reglamento al considerar «la trancada entre dos jugadores como falta y el toque con el índice al referee como merecedora de amonestación». Después del partido, los jugadores chilenos fueron inmovilizados por miembros de la Policía de Toronto cuando se acercaron para encontrarse con los fanáticos fuera del estadio, ya que la policía malinterpretó las intenciones originales de los jugadores. El malentendido llevó a la policía a contener agresivamente a los jugadores chilenos que se defendían ferozmente, lo que provocó el uso de electricidad y gas pimienta por parte de la policía. Algunos jugadores fueron detenidos durante varias horas antes de ser liberados. Stark abandonó el estadio escoltado, aunque no participó en el enfrentamiento. El equipo chileno recibió una dura sanción del Comité Disciplinario de la FIFA luego del partido en cuestión, a razón de su mal comportamiento.
Fue criticado por algunos medios por considerar que perjudicó al Fútbol Club Barcelona en dos encuentros frente a Chelsea Football Club e Inter de Milán en 2009.También ha sido cuestionado por la prensa española por sus actuaciones. De acuerdo al periódico español Marca, «nadie se fía de Wolfgang Stark». «El colegiado alemán ya ha desquiciado con sus actuaciones a Real Madrid y Barcelona· Mourinho y Guardiola recriminaron públicamente las decisiones de este árbitro».
En 2010 dirigió tres encuentros de la Copa Mundial de Fútbol de 2010 (Argentina-Nigeria del grupo B, Eslovenia-Inglaterra del grupo C y Uruguay-Corea del Sur de los octavos de final). 
En 2011 fue elegido por los jugadores de la Bundesliga como el peor árbitro de la primera vuelta de dicha competición. Ese mismo año fue objeto de polémica al expulsar a Pepe en unas semifinales de la Liga de Campeones de la UEFA.
Dos años después fue noticia otra vez por una polémica actuación en la máxima competición continental entre Paris Saint-Germain y FC Barcelona.
Se retiró del arbitraje en 2017 al haber alcanzado la edad límite de árbitros alemanes para dirigir (47 años).

## Vida personal
Stark vive en Ergolding, está casado y tiene un hijo.